# اموال بلوکه‌شده ایران

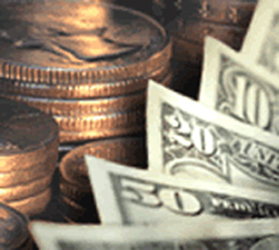
اموال بلوکه‌شده ایران

اموال بلوکه‌شده ایران، در حسابهای بین‌المللی بین ۱۰۰ میلیارد دلار و ۱۲۰ میلیارد دلار برآورد شده‌است. تقریباً یک میلیارد و ۹۷۳ میلیون دلار دارایی ایران در ایالات متحده بلوکه شده‌است. براساس سرویس تحقیقات کنگره، علاوه بر پول‌های تحریم شده در حساب‌های بانکی خارجی، دارایی بلوکه شده ایران شامل، املاک و مستغلات نیز می‌شود. علاوه بر دارایی‌های بلوکه شده در ایالات متحده، برخی از دارایی‌های ایران توسط سازمان ملل متحد در سراسر جهان بلوکه شده‌اند.
از ژانویه 2021، ایران امکان دسترسی به 7 میلیارد دلار در کره جنوبی 6 میلیارد در عراق ؛ 20 میلیارد در چین ؛ 1.5 میلیارد دلار در ژاپن 1.6 میلیارد دلار در لوکزامبورگ دارایی های بلوکه شده ناشی از فروش نفت  را از دست داده است. اگرچه به گفته دبیرکل اتاق بازرگانی ایران و عراق پول‌های ایران در عراق امکان جابجایی پیدا کرده‌اند. البته دولت سید ابراهیم رئیسی بارها وعده داده است که تمام اموال بلوکه‌شده ایران در کره جنوبی به کشور بازگردانده شود.
با این حال، سعید خطیب زاده، سخنگوی وزارت امور خارجه ایران در اکتبر سال 2020 گفت که ایران هیچ دارایی بلوکه شده در چین ندارد. وی گفت ایران دارایی هایی در کشور دارد که می تواند در صورت نیاز از آن‌ها استفاده کند. چین با نادیده گرفتن تحریم های ایالات متحده خرید نفت ایران را ادامه داده و یک مَفَر مالی برای اقتصاد در حال مبارزه تهران فراهم کرده است
عراق طی این سال ها برخی از بدهی های خود را پرداخت کرده است، اما تحریم های ایالات متحده و مشکلات اقتصادی در این کشور باعث شده انتقال پول بسیار کندتر از آنچه ایران انتظار داشته باشد. همتی در ماه اکتبر گفت که بغداد موافقت کرده است اموال بلوکه شده برای خرید کالاهای اساسی را آزاد کند.
میزان پول بلوکه شده ایران در خارج از این کشور حدودا به میزان 75 میلیون تومان برای هر شخص ایرانی میباشد.

## پیش زمینه
پس از آنکه انقلابیون دولت شاهنشاهی محمد رضا شاه پهلوی را سرنگون کردند و گروگانهای آمریکایی را گرفتند، دارایی‌های ایران برای اولین بار توسط جیمی کارتر رئیس‌جمهور آمریکا در سال ۱۹۷۹ بلوکه شد. پس از انقلاب ایران در سال ۱۹۷۹، ایالات متحده به روابط اقتصادی و دیپلماتیک خود با ایران خاتمه داد، واردات نفت ایران را ممنوع کرد و تقریباً ۱۱ میلیارد دلار (از دلارهای ۱۹۸۰ آمریکا) از دارایی‌های خود را مسدود کرد.
بسیاری از دارایی‌ها پس از امضای توافق‌نامه الجزایر و پایان یافتن بحران گروگان‌ها، در سال ۱۹۸۱ آزاد شدند. در سال ۱۹۷۹ ، پنتاگون حدود ۴۰۰ میلیون دلار از تجهیزات نظامی ایران که قبلاً توسط دولت پهلوی خریداری شده بود، دوباره فروخت و پول حاصل از آن را «در یک حساب سپرده گذاری» قرار داد.
بخش عمده ای از پول‌های مسدود شده به درآمد ایران از فروش مقدار محدودی نفت قبل از رفع تحریم‌ها تعلق داشت، در زمانی که ایران می‌توانست به‌طور قانونی نفت را بفروشد اما نتوانست پول را به ایران بازگرداند، زیرا انجام این کار تحت تحریم‌های آمریکا غیرقانونی بود.
در سال ۱۳۵۹ با میانجیگری کشور الجزایر دو کشور بر سر استرداد دارایی ایران از سوی واشینگتن به توافق رسیدند ، به موجب قرارداد الجزایر، آمریکا متعهد شد که با اعاده وضعیت مالی ایران به قبل از ۲۳ آبان ماه ۱۳۵۸ کلیه دارایی ها و اموال مسدود شده ایران که پس از تسخیر سفارت آمریکا در ایران، توقیف کرده را آزاد کند، اما این اتفاق هیچگاه روی نداد.

## پس از مذاکرات هسته ای
برخی از صفحات سند JCPOA به لیست افراد و اشخاصی اختصاص داده شده‌اند که دارایی آنها مسدود خواهد شد. به گفته نادر حبیبی، استاد اقتصاد دانشگاه برندایس، برجام منجر به آزادسازی حدود ۳۰ میلیارد دلار از دارایی‌های بلوکه شده خواهد شد. رقم مشابهی در حدود ۳۲ میلیارد دلار توسط ولی‌الله سیف، رئیس کل بانک مرکزی ایران پیش‌بینی شده‌است.
به گفته موسسه واشینگتن در سال 2015: "... آزاد سازی اموال قبل برجام، تأثیر چندانی بر دولت ایران نداشت. "
دولت ایالات متحده آسمان خراش منهتن، به ارزش بیش از یک میلیارد دلار آمریکا را که به دولت ایران تعلق داشته، ضبط کرده‌است.

## توقیف دارایی‌های ایرانی
دبورا پترسون و سایر شاکیان با طرح دعوی در دادگاه فدرال ایالات متحده علیه جمهوری اسلامی ایران، و به دلیل نقش او در بمب‌گذاری در پادگان‌های بیروت در سال ۱۹۸۳ (که در آن ۲۴۱ تفنگداران دریایی کشته شدند) و برای سایر اقدامات تروریسم بین‌المللی، حکمی علیه این دولت گرفتند. در حالی که معمولاً دولتهای خارجی از ادعاهای دادرسی در دادگاه مصون هستند، شاکیان خواستار استثنائی در قانون مصونیت‌های حاکمیت خارجی در سال ۱۹۷۶ شدند که اجازه می‌داد دولت‌های خارجی در قبال دولت های حامی تروریسم مسئولیت داشته باشند. بانک مرکزی ایران، بانک مرکزی، اجرای حکم را به دلایل مختلف به چالش کشید. با این حال، در سال ۲۰۱۲، در کنگره به تصویب رسید و رئیس‌جمهور باراک اوباما، در سال ۲۰۱۲ قانون تهدید ایران و حقوق بشر سوریه را امضا کرد بانک مرکزی این اساسنامه را غیرقانونی دانست و اظهار داشت که کنگره در این پرونده خاص، به‌طور غیرقانونی در عملکرد قضایی دخالت کرده‌است. اما دادگاه عالی آمریکا حکم داد که عمل کنگره قانون اساسی است.
ایران هرگونه درگیری در هرگونه بمبگذاری را انکار کرده بود. رئیس‌جمهور ایران حسن روحانی این اقدام را «دزدی آشکار» خواند.